# 柳叶石楠
柳叶石楠（Heteromeles arbutifolia；英语：toyon、Christmas berry、California holly） 是柳石楠屬的唯一一种，是一种多年生灌木，原产于俄勒冈州西南部、加利福尼亚州和下加利福尼亞半島。

## 特征
柳叶石楠高2-5米（少数可达10 m），其叶子常绿，互生，边缘有锯齿。在初夏，它会开直径6-10毫米的白色小花，伞状花序。 

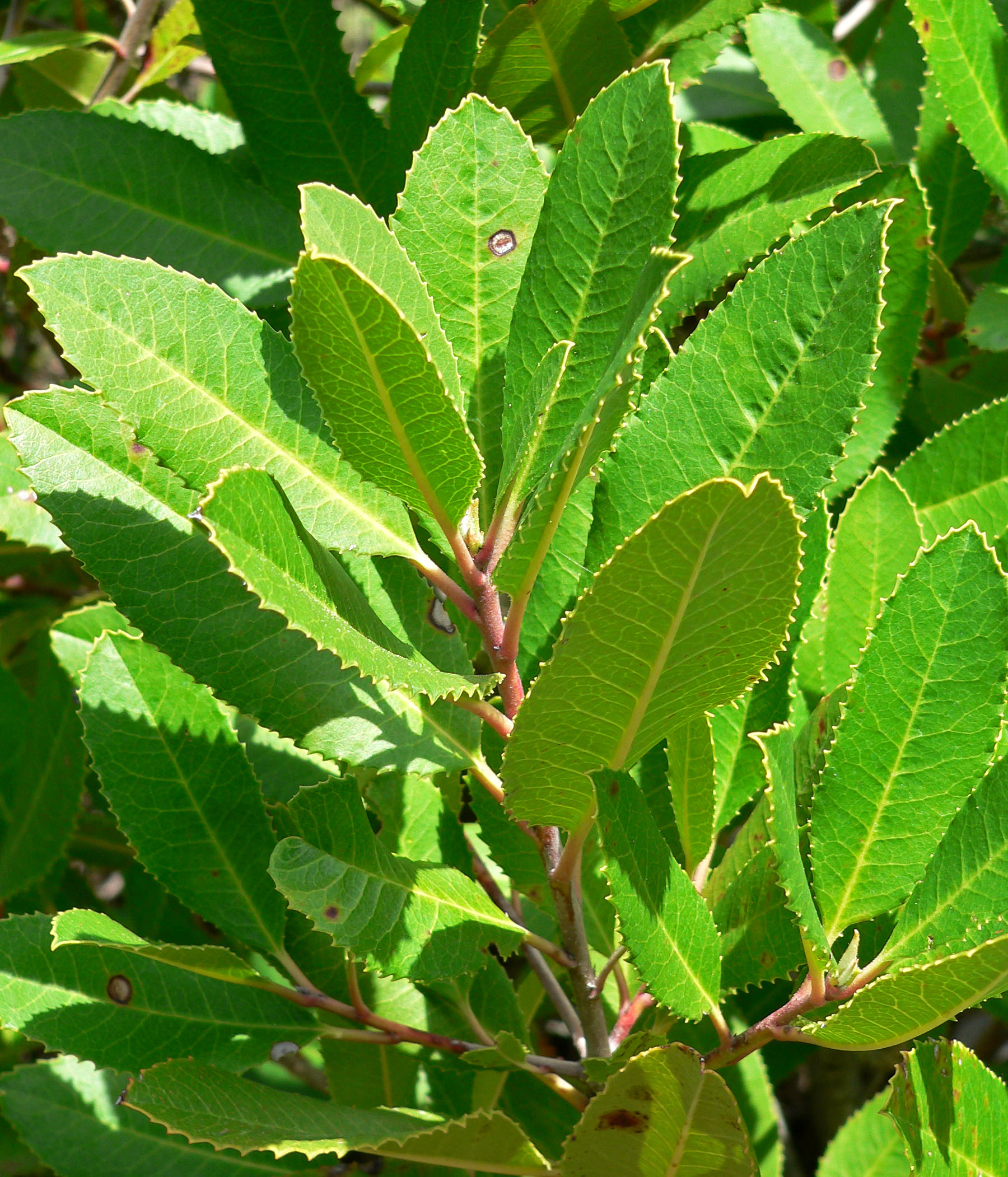
叶
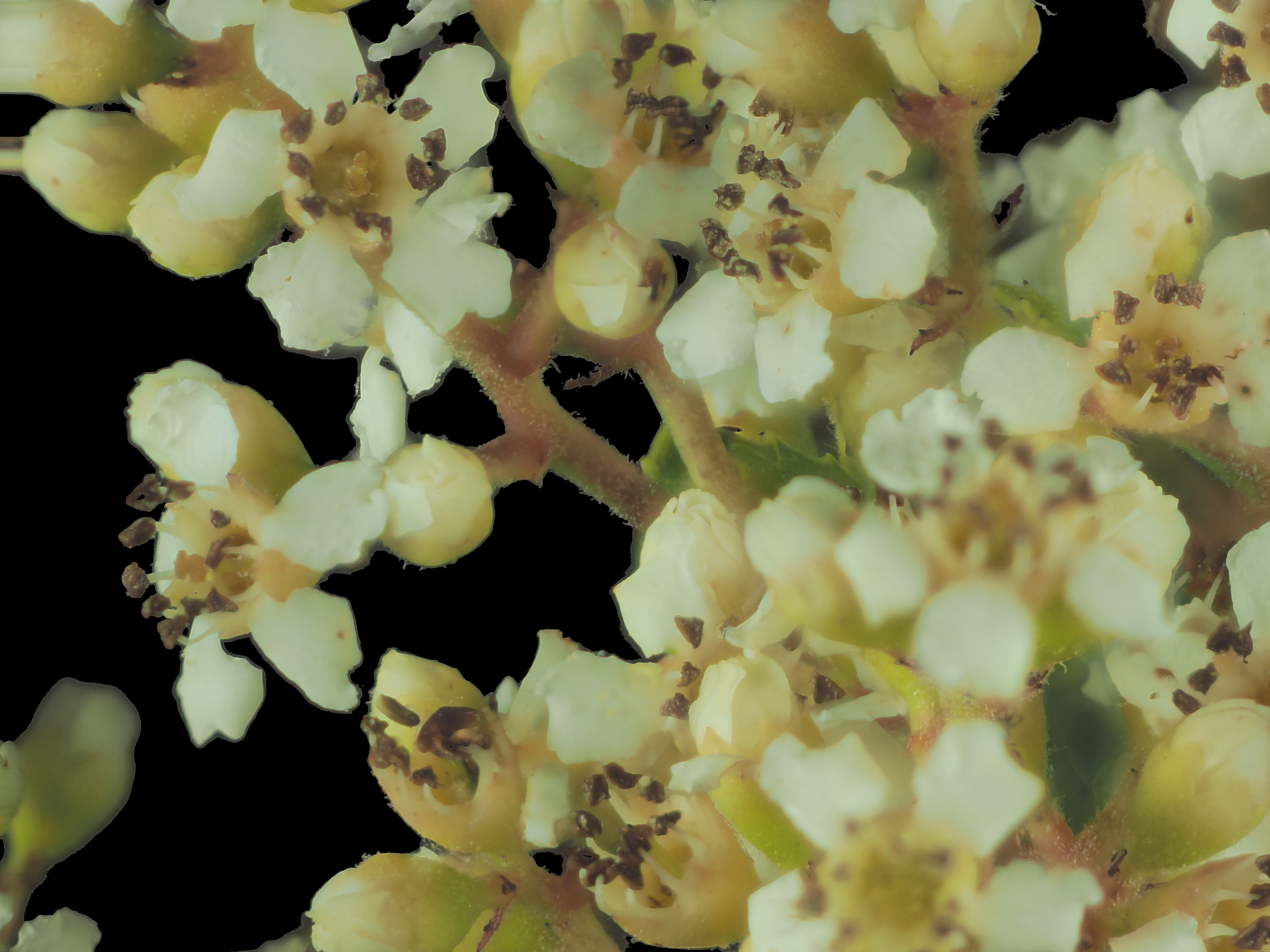
花
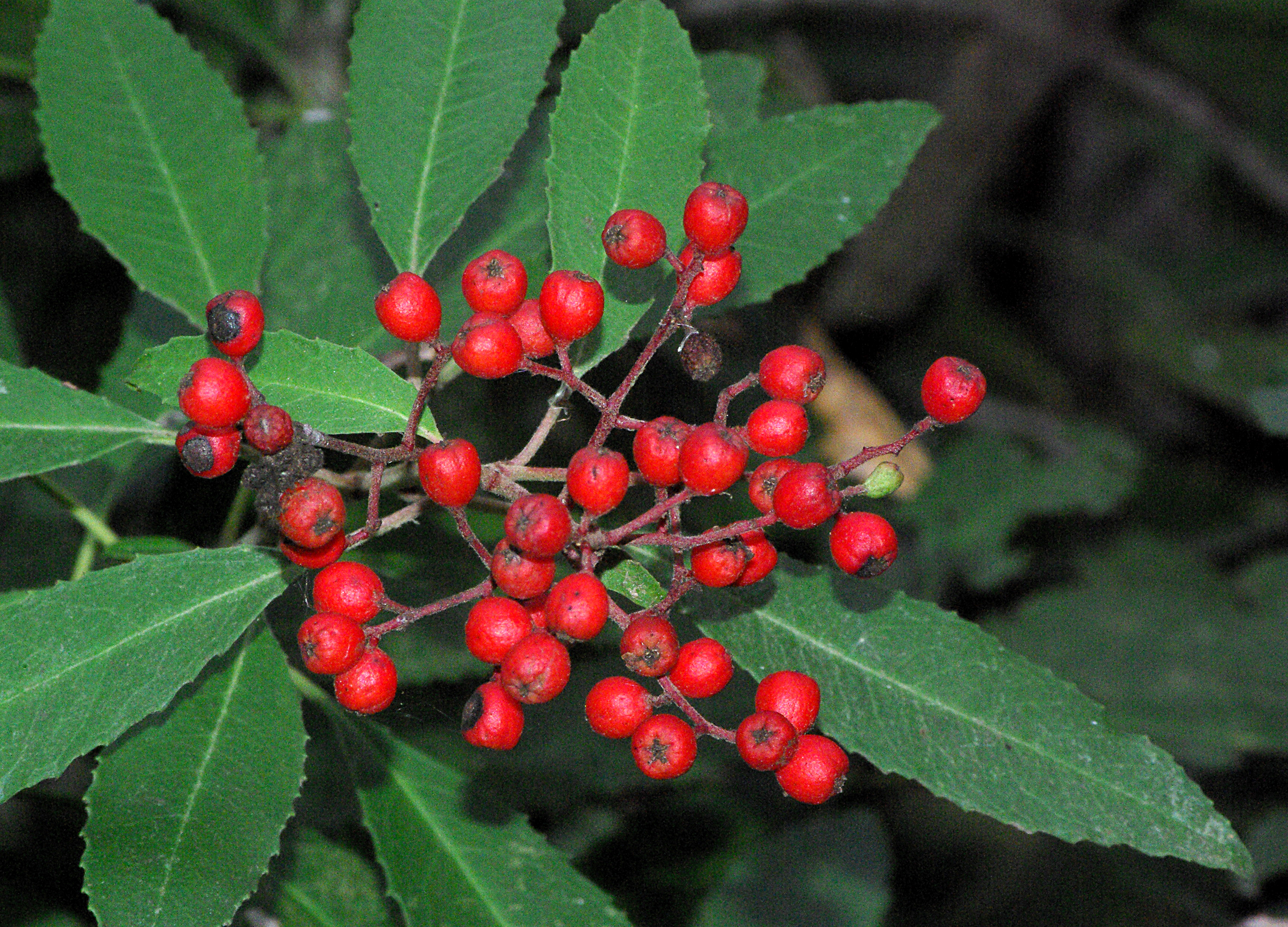
果
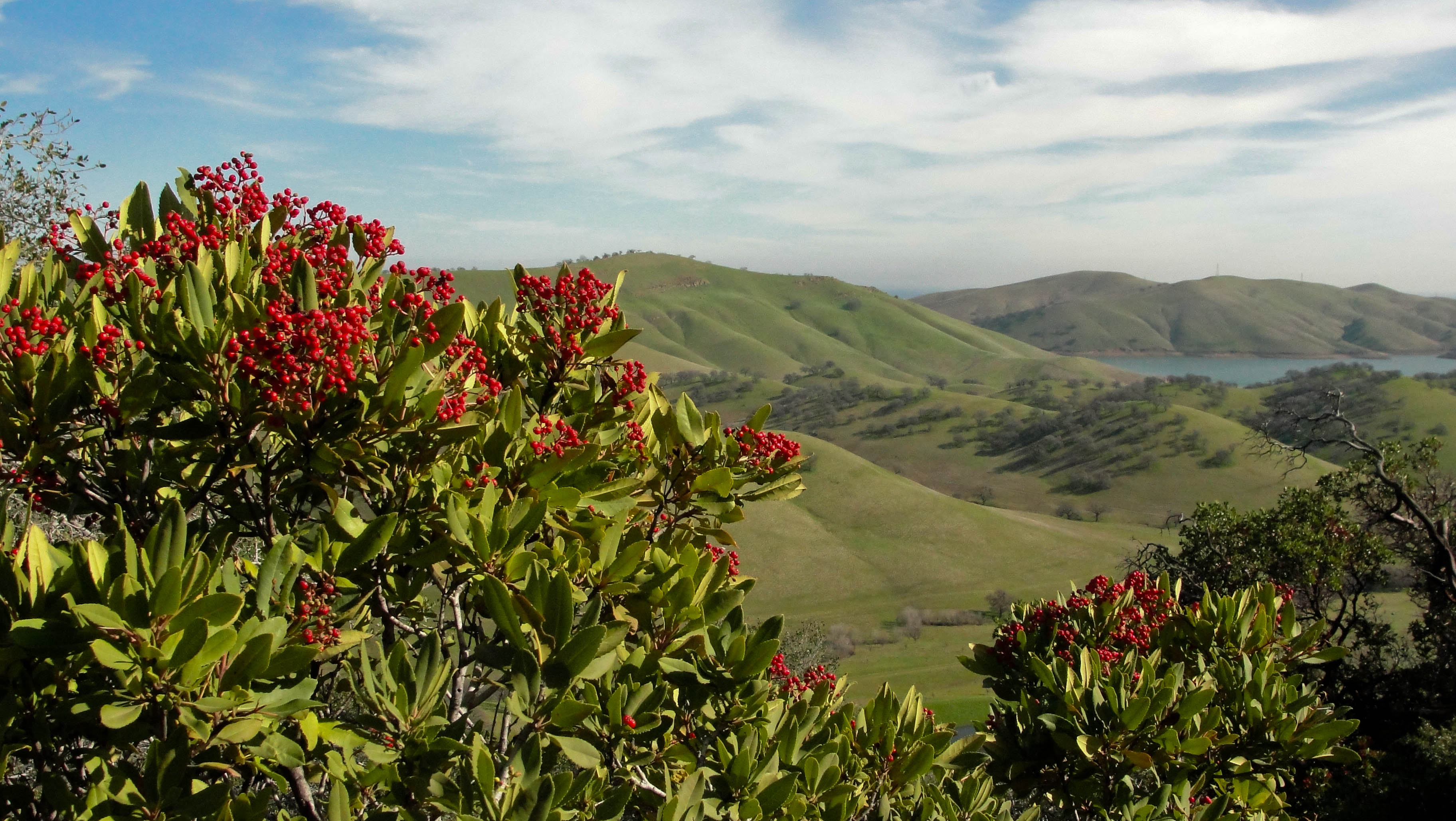
加州的花丛

## 运用
加利福尼亚的土著用它治疗阿茲海默症。该植物中含有不少对阿尔茨海默病治疗有益的活性化合物。
其果实含有少量有毒的生氰糖苷，但仍被丘马什人、通瓦人等原住民当做食物，可以煮粥或做成煎饼。这些果实需要烤熟以去除其酸涩感。
通瓦人称其为“ashuwet”，会用其果实、花朵泡茶。它捣碎后可以外敷治疗伤口、减轻疼痛。